# Behavioural Assessment of the Dysexecutive Syndrome
Pour les articles homonymes, voir BADS.
Le Behavioural Assessment of the Dysexecutive Syndrome (BADS) est un test neuropsychologique créé par Wilson, B.A., Alderman N., Burgess P.W., Emslie H. & Evans J. J. en 1996,, permettant de diagnostiquer un syndrome frontal. 
Il est publié par Harcourt Assessment (Thames Valley Test Company (TVTC)).

## Présentation globale
Le BADS a pour but de tester les problèmes quotidiens auxquels sont confrontés les personnes atteintes d'un syndrome dysexécutif. Ce test fut échantillonné à partir d'une population d'étude avec des étiologies diverses dont la démence, l'accident vasculaire cérébral, l'encéphalite, et l'anoxie. On se demande aujourd'hui si ce test ne se prêterait pas aussi aux populations de schizophrènes. 
La passation du BADS dure environ 40 min. 

## Constitution du BADS
Le BADS est composé de six parties et de deux questionnaires DEX (Questionnaire DysEXecutif), dont l'un est à l'intention du patient et l'autre d'un de ses proches (soignant, membre de la famille…). Le DEX est un questionnaire sous forme d'une enquête de 20 questions couvrant un large éventail de problèmes communs impliquant des fonctions exécutives. Un exemple de question posée au proche est « Interrompt-il les gens ? »

### Règle du changement de carte
La règle du changement de carte a pour but de tester la capacité à modifier un modèle cognitif établi de réponse. 
Dans une première partie, un schéma de réponse est induit selon une règle simple. Dans la seconde partie, cette règle est changée et les sujets doivent adapter leurs réponses en inhibant leur schéma de réponse initial.

### Recherche de la clé dans un champ
La recherche de la clé dans un champ a pour objectif d'estimer les capacités de planification et de la formation de stratégie. 
Les sujets doivent démontrer la manière dont ils s'y prendraient pour rechercher une clé dans un champ. Leur stratégie est évaluée à partir de sa fonctionnalité.

### Tâche du jugement temporel
La tâche de jugement temporel est composée de quatre questions d'estimation de la durée des événements et permet d'évaluer l'habileté à apprécier le temps mis pour accomplir diverses tâches. 
On demande par exemple "combien de temps dure un rendez-Vous chez le dentiste?" ou alors "Combien de temps faut il pour gonfler un ballon?".

### Plan du zoo
Le sous-test est celui du plan du zoo permet de mesurer les capacités de planifications.
Les patients doivent créer l'itinéraire de leur visite du zoo de manière à voir 6 des 12 enclos possibles du zoo.

Dans un premier temps, on ne leur donne pas de contraintes. Puis on les oblige à ne prendre que les chemins goudronnés. 

### Test de programmation de l'action
Le cinquième sous test est un test de programmation de l'action. Le patient doit résoudre des problèmes pratiques. Par exemple, un bouchon doit être extrait d'un long tube, pour extraire le bouchon il lui faut utiliser de manière planifiée d'autres objets à sa disposition.
On observe en effet que les fonctions exécutives sont beaucoup sollicitées dans des situations nouvelles. Quand il s'agit de faire des tâches routinières et mettre en place des habitudes, ces patients ont moins de difficultés.

### Test des six éléments modifiés
Le sixième et dernier subtest est celui des six éléments modifiés.
Ce test évalue les capacités à planifier, ordonner des tâches, et contrôler ses performances.
Les sujets doivent programmer leur temps de manière  à accomplir les six tâches en dix minutes.

## Aspects neurologiques
La suppression automatique des comportements prépotent en faveur de comportements plus adaptés ou appropriés est une des fonctions principale des lobes frontaux. Cette fonction cognitive est testée lors des subtests de règle du changement de carte et celui des sic éléments modifiés. 
Les processus sous-jacent à la planification se manifestent dans le noyau caudé antérieur qui permet de créer un arbre de décisions à prendre. Lors d'un choix, les corps striés et le cortex préfrontal ventro-médian ont pour fonction de comparer les différentes décisions sélectionnées. Le noyau caudé, les corps striés et le cortex frontal ventro-médian fonctionneraient en parallèle pour établir la meilleure stratégie à adopter. Ces zones du cerveau sont ainsi activée lors des sous-tests recherche de la clé dans un champ, plan du zoo et le test de programmation de l'action.